# Chadbourne-egyezmény
A Chadbourne-egyezmény a cukortermelést és a cukorexportot korlátozó megállapodás, azaz kartellegyezmény volt, amelyet hosszas előkészületek után 1931. május 3-án Brüsszelben írtak alá a részt vevő országok. Nevét Thomas Chadbourne jogászról kapta, aki a kubai cukoripar amerikai befektetőinek képviseletében kidolgozta a tervezetet, és részt vett a tárgyalásokon.

## Előzményei
Az 1920-as évek végén a cukor világpiaci ára drasztikusan esett, és 1930–31-ben végig 2 cent/font (mintegy 44 USD/tonna) alatt maradt, ami kevesebb volt a leghatékonyabb kubai cukorfinomítók önköltségénél. 1930 végén az világon az eladatlan cukorkészletek több mint négymillió tonnát tettek ki. Az eladatlan cukor mennyisége a világ éves összes cukorexportjának az egyharmadára rúgott. Az exportőrök attól tartottak, hogy intézkedések híján az árak tovább zuhannak. 

## Tartalma
Az aláíró országok, Kuba, Jáva, Németország, Lengyelország, Magyarország, Belgium, Csehszlovákia vállalták a cukorexport csökkentését az 1931-1935-ös időszakra vonatkozóan az egyezményben meghatározott mértékig. Jugoszlávia és Peru utólag csatlakozott az egyezményhez.
Az egyezményben meghatározott exportkvóták ezer tonnában:
| Ország        | 1931  | 1932  | 1933  | 1934  | 1935  |
| ------------- | ----- | ----- | ----- | ----- | ----- |
| Kuba          | 676   | 831   | 883   | 883   | 883   |
| Jáva          | 2 300 | 2 400 | 2 500 | 2 600 | 2 700 |
| Németország   | 500   | 350   | 300   | 300   | 300   |
| Lengyelország | 309   | 309   | 309   | 309   | 309   |
| Magyarország  | 84    | 84    | 84    | 84    | 84    |
| Belgium       | 30    | 30    | 30    | 30    | 30    |
| Csehszlovákia | 571   | 571   | 571   | 571   | 571   |
| Jugoszlávia   | 15    | 15    | 15    | 15    | 15    |
| Peru          | 360   | 374   | 374   | 374   | 374   |
| Összesen      | 4 835 | 4 951 | 5 052 | 5 152 | 5 252 |

## Következményei
A megfogalmazás és a fordítás pontatlanságai miatt már 1931 decemberében vita robbant ki a két legnagyobb szereplő, Kuba és Jáva között abban a tekintetben, hogy milyen korrekciós intézkedéseket kell végrehajtani, ha a tényleges cukorkészletek meghaladják azokat a becsült értékeket, amelyek az egyezmény aláírásául szolgáltak. Kuba a szerződésből való kilépést is kilátásba helyezte. A vitát csak 1932 márciusában sikerült rendezni azáltal, hogy Jáva – az európai aláírók és Peru kezességvállalása mellett – ígéretet tett az 1932-es exportjának 1,5 millió tonnára való csökkentésére.
A szerződés hatálya alatt az aláíró országok mindegyikének csökkent a cukortermelése, miközben az egyezménytől távolmaradó fontos termelő országokban – Brit India, Franciaország, Egyesült Királyság, Amerikai Egyesült Államok – növekedett. Az USA 1934-ben olyan importszabályozást vezetett be, amely Kubát részesítette előnyben. Az egyezmény a legsúlyosabban Jávát érintette, amely elvesztette az indiai és japán piacát. 1932 végén Jáva eladatlan cukorkészlete 2,5 millió tonna volt.
Az egyezmény nem váltotta be a hozzá fűzött reményeket, így 1937-ben egy új nemzetközi cukoregyezmény aláírására került sor a Népszövetség égisze alatt.

## Hatása a magyar cukoriparra
A magyar kormány a becsült belföldi fogyasztás és az exportkvóta figyelembe vételével csökkentette a répatermelést. Az 1931. évi XIX. törvénycikkellyel 1931. október 18-án újból létrehozott Magyar Cukorrépatermelők Országos Szövetsége (COSZ) nem tudott hatékony védelmet biztosítani tagjai részére, annak ellenére, hogy a répafelvásárlási keretszerződéseket országos szinten kötötték meg a COSZ és a Magyar Cukorgyárosok Országos Szövetsége (CUOSZ) között, a szakminisztériumok közreműködésével. Csak azok termelhettek répát, akik már 1930-ban is szerződéses viszonyban álltak valamelyik cukorgyárral. A szerződéseket a korábbi szokásokkal ellentétben nem területre, hanem adott répamennyiségre kötötték. A répa átvételi ára csökkent. A cukorrépa vetésterülete 58%-ra esett vissza az egy évvel korábbi állapothoz képest. 
1932-ben a kormány az 1800/M.E rendelettel a nemzetközi kötelezettség által előírtak 18,5%-os csökkentésen túlmenően további 30,4%-kal csökkentette a cukorrépa vetésterületét. Ez körülbelül 1,8 millió munkanappal csökkentette a mezőgazdaság munkaerőigényét, amelyet más termények (például kukorica vagy burgonya) vetésével csak 40-60%-ban lehetett ellensúlyozni. 
A belföldi kereslet alacsony szintje és az exportkorlátozások miatt a cukorgyárak visszafogták termelésüket, 1931 után majdnem 50%-kal kevesebb cukorrépát dolgoztak fel, mint az 1920-as évek második felében. A termelés alig volt több mint százezer tonna. A gazdasági világválság után felfutó keresletet nem a termelés növelésével, hanem a készletek felhasználásával elégítették ki. 
A világpiaci alacsony árakkal ellentétben a belföldi cukorárak emelkedtek: a hazai előállítású 1 kg-os finomított kristálycukor, amely 1929-ben 1,19 pengőbe került, 1932-33-ban már 1,30 pengő volt. Az alacsony reálbérek következtében az egy főre jutó fogyasztás, amely 1928/29-ben 12 kg volt, az 1930-as évek elején 9,3–9,7 kilogrammra esett vissza. 